# پیا ۶۱۴

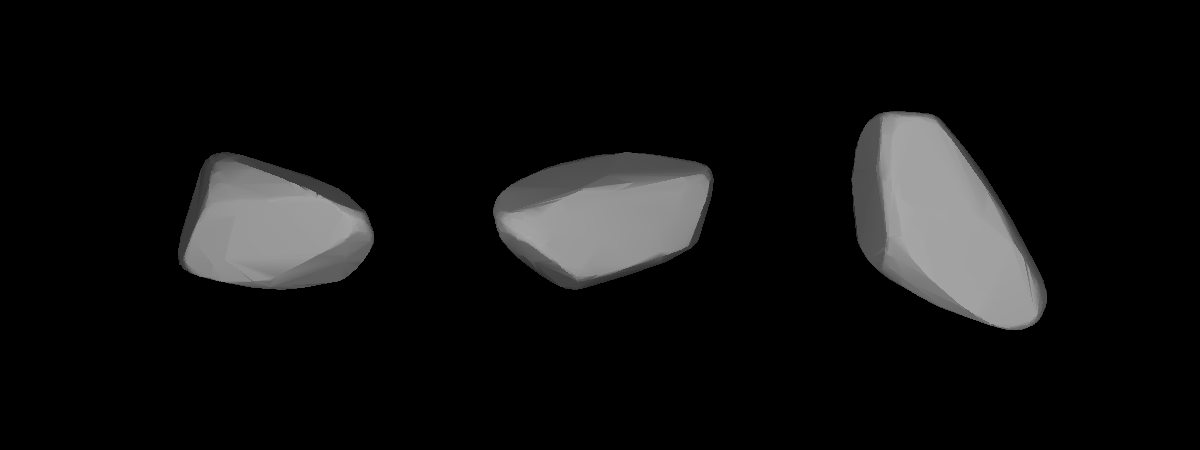
مدل سه‌بُعدی سیارک پیا ۶۱۴ بر اساس منحنی نور آن

سیارک ۶۱۴ (به انگلیسی: 614 Pia، نامگذاری:1906VQ) ششصد و چهاردهمین سیارک کشف شده‌است که در ۱۱ اکتبر ۱۹۰۶ و در هایدلبرگ کشف شد.
قدر مطلق سیارک برابر ۱۱٫۰۰ است.